# Liste der Steinkreuze im Okres Tachov
In dieser Liste der Steinkreuze im Okres Tachov sind die Steinkreuze (Sühnekreuze, Kreuzsteine etc.) im Okres Tachov in Tschechien aufgelistet. Diese Liste erhebt keinen Anspruch auf Vollständigkeit.
| Gemeinde, Ortsteil                                   | Lage                                                                                       | Objekt                  | Beschreibung                         | Akten-Nr.    | Bild                                    |
| ---------------------------------------------------- | ------------------------------------------------------------------------------------------ | ----------------------- | ------------------------------------ | ------------ | --------------------------------------- |
| Bezdružice, Zhořec                                   | beim Ortseingang Kamýk ()                                                                  | Sühnekreuz              | Sühnekreuz                           | 50158/4-5180 | Direkt Bild zu diesem Denkmal hochladen |
| Bor u Tachova, Nový Dvůr                             | Nový Dvůr, an der Straße nach Boječnice ()                                                 | Sühnekreuz              | Sühnekreuz                           | 29212/4-5134 | Direkt Bild zu diesem Denkmal hochladen |
| Chodský Újezd, Chodský Újezd                         | Chodský Újezd, an der Landstraße nach Plana (Standort)                                     | Steinkreuz              | Steinkreuz                           | 16410/4-1767 | BW                                      |
| Chodský Újezd, Nahý Újezdec                          | Nahý Újezdec ()                                                                            | Marterl mit Sühnekreuz  | Marterl mit Sühnekreuz               | 34958/4-1820 | Direkt Bild zu diesem Denkmal hochladen |
| Chodský Újezd, Štokov                                | Štokov, im Garten des Erholungszentrums (Standort)                                         | 2 Sühnekreuze           | 2 Sühnekreuze                        | 50326/4-5181 | BW                                      |
| Kladruby u Stříbra, Kladruby                         | umgesetzt zur Jakobskirche von der Weggabelung der Milevo- und der Petrův-Mühle (Standort) | Gruppe vier Sühnekreuze | Sühnekreuz – Gruppe vier Sühnekreuze | 11977/4-4733 | Fotos hochladen                         |
| Kokašice, Kokašice                                   | Kokašice ()                                                                                | Bavůrkův Sühnekreuz     | Sühnekreuz sogenannt Bavůrkův        | 104706       | Direkt Bild zu diesem Denkmal hochladen |
| Konstantinovy Lázně, Konstantinovy Lázně             | ()                                                                                         | Sühnekreuz              | Sühnekreuz                           | 29209/4-5138 | Fotos hochladen                         |
| Lestkov, Vrbice u Bezdružic                          | links vom Zufahrtsweg zur Ortschaft (Standort)                                             | Sühnekreuz              | Sühnekreuz                           | 50173/4-5178 | BW                                      |
| Lom u Tachova, Lom u Tachova                         | Lom ()                                                                                     | Sühnekreuz              | Sühnekreuz                           | 21981/4-1804 | Direkt Bild zu diesem Denkmal hochladen |
| Planá u Mariánských Lázní, Planá u Mariánských Lázní | Planá u Mariánských Lázní, Na sádkách, bei Nr. 266 (Standort)                              | Sühnekreuz              | Sühnekreuz                           | 29210/4-5135 | BW                                      |
| Planá u Mariánských Lázní, Planá u Mariánských Lázní | Planá u Mariánských Lázní, beim Abzweig der Landstraße nach Caltov ()                      | Sühnekreuz              | Sühnekreuz                           | 45962/4-1871 | Direkt Bild zu diesem Denkmal hochladen |
| Přimda, Přimda                                       | Přimda Südseite Stadtplatz ()                                                              | Drei Sühnekreuze        | Drei Sühnekreuze                     | 11887/4-4814 | Direkt Bild zu diesem Denkmal hochladen |
| Staré Sedliště, Mchov                                | Mchov ()                                                                                   | Sühnekreuz              | Sühnekreuz                           | 53435/4-1812 | Direkt Bild zu diesem Denkmal hochladen |
| Staré Sedlo u Tachova, Racov                         | beim Friedhof (Standort)                                                                   | Sühnekreuz              | Sühnekreuz                           | 11853/4-5110 | Fotos hochladen                         |
| Staré Sedlo u Tachova, Racov                         | am Weg nach Darmyšl, proti Nr. 25 (Standort)                                               | Sühnekreuz              | Sühnekreuz                           | 11854/4-5111 | BW                                      |
| Stráž u Tachova, Bernartice (Stráž)                  | Bernartice, nordwestlich, an der Landstraße nach Borek (Standort)                          | Sühnekreuz              | Sühnekreuz                           | 10181/4-4978 | BW                                      |
| Tachov, Tachov                                       | Tachov, nahe der Kreuzung T. G. Masaryka und Bělojarská (Standort)                         | Marterl und Sühnekreuz  | Marterl, Sühnekreuz und Umfriedung   | 20097/4-1678 | weitere Bilder \| Fotos hochladen       |
| Tachov, Tachov                                       | Tachov, an der Landstraße nach Myto ()                                                     | Sühnekreuz              | Sühnekreuz                           | 11821/4-5095 | Direkt Bild zu diesem Denkmal hochladen |
| Tisová u Tachova, Tisová u Tachova                   | Tisová (Standort)                                                                          | Sühnekreuz              | Sühnekreuz                           | 13427/4-5119 | BW                                      |
| Trpísty, Trpísty                                     | am Dorfeingang vom Bahnhof aus (Standort)                                                  | Grenz-Kreuz, Steinkreuz | Grenz-Kreuz, Steinkreuz              | 35651/4-1964 | BW                                      |